# AC Oulu
L'AC Oulu è una società calcistica finlandese con sede nella città di Oulu. Milita in Veikkausliiga, la massima divisione del campionato finlandese.

## Storia
L'AC Oulu fu fondato nell'autunno 2002 dalla fusione di quattro squadre di Oulu: l'OLS, l'OPS, l'OTP e il Tervarit. Il nome fu deciso a seguito di un sondaggio tra i tifosi. L'AC Oulu fu iscritto alla Ykkönen per la stagione 2003, conclusa all'ottavo posto. Nella stagione 2006 concluse il campionato di Ykkönen al secondo posto alle spalle del Viikingit, conquistando la promozione in Veikkausliiga per la prima volta e riportando la città di Oulu in massima serie dodici anni dopo la retrocessione dell'FC Oulu. Nonostante un buon inizio, la prima stagione in Veikkausliiga si concluse con il quattordicesimo e ultimo posto in classifica e con la conseguente retrocessione diretta in Ykkönen. Due anni dopo nel 2009 l'AC Oulu vinse il campionato di Ykkönen, ritornando in Veikkausliiga. Anche l'andamento nella seconda stagione in Veikkausliiga fu altalenante, ma l'AC Oulu riuscì a salvarsi, concludendo all'undicesimo posto con 30 punti conquistati in 26 partite. Nel febbraio 2011 la federazione finlandese negò all'AC Oulu la licenza di partecipazione alla Veikkausliiga per la stagione 2011 sulla base di criteri economici. Di conseguenza, l'AC Oulu si iscrisse alla Ykkönen. Nel 2014 l'AC Oulu andò vicino al ritorno in massima serie: concluse il campionato a pari punti con l'Ilves, che, avendo una miglior differenza reti, venne classificato al terzo posto e successivamente ripescato in Veikkausliiga.

## Colori sociali
- 1° divisa: maglia blu, calzoncini bianchi, calzettoni blu.
- 2° divisa: maglia bianca, calzoncini bianchi, calzettoni bianchi.

## Stadio
L'AC Oulu gioca le partite casalinghe nello stadio Castrén, che ha una capacità di 3 583 posti, dei quali 2 024 a sedere.

## Palmarès

### Competizioni nazionali
- Ykkönen: 2

2009, 2020

### Altri piazzamenti
- Liigacup:

Finalista: 2023

## Organico

### Rosa 2019
| N. |                      | Ruolo | Calciatore       |
| -- | -------------------- | ----- | ---------------- |
| 1  | Finlandia (bandiera) | P     | Tommi Lindholm   |
| 4  | Finlandia (bandiera) | D     | Samuli Leppälä   |
| 5  | Finlandia (bandiera) | D     | Lassi Nurmos     |
| 8  | Finlandia (bandiera) | C     | Jere Aallikko    |
| 9  | Messico (bandiera)   | A     | Alberto Morín    |
| 10 | Finlandia (bandiera) | A     | Driton Shala     |
| 11 | Nigeria (bandiera)   | C     | Felix Orishani   |
| 14 | Finlandia (bandiera) | D     | Konstantin Belov |
| 17 | Finlandia (bandiera) | A     | Aleksi Gullsten  |
| 18 | Finlandia (bandiera) | A     | Juho Mäkelä      |
| 19 | Finlandia (bandiera) | A     | Pekka Welling    |

| N. |                      | Ruolo | Calciatore        |
| -- | -------------------- | ----- | ----------------- |
| 20 | Finlandia (bandiera) | C     | Samuel Kurttila   |
| 21 | Finlandia (bandiera) | A     | Juuso Kemppainen  |
| 22 | Finlandia (bandiera) | A     | Loorents Hertsi   |
| 24 | Nigeria (bandiera)   | C     | Alexander Jibrin  |
| 26 | Giappone (bandiera)  | D     | Fugo Segawa       |
| 30 | Finlandia (bandiera) | P     | Juhani Pennanen   |
| 31 | Finlandia (bandiera) | C     | Joni Korhonen     |
| 32 | Ciad (bandiera)      | C     | David Ramadingaye |
| 47 | Finlandia (bandiera) | A     | Aapo Heikkilä     |
| 82 | Brasile (bandiera)   | D     | Venício Ferreira  |